# Ahmad Ali Jaber
Ahmad Ali Jaber, född 2 augusti 1982 i Bagdad, är en irakisk före detta fotbollsmålvakt. Han spelade i flera omgångar för Al-Zawraa i irakiska ligan, och har gjorde 14 A-landskamper för Iraks landslag. Han har även spelat i Arbil (2008-2010) och för den iranska klubben Sanat Naft från Abadan (säsongen 2004-2005).